# Hringhorni

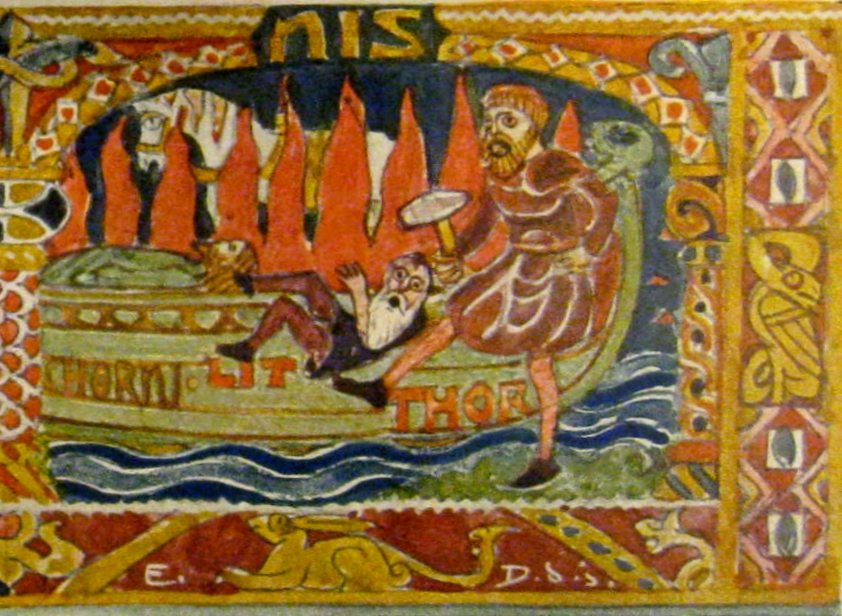
Thor embarca a Litr de un puntapié en el buque de Baldr, que está ardiendo. Ilustración de Emil Doepler (ca. 1905).

Hringhorni ("Anillo-Barco") era el nombre del barco del dios Baldr en la mitología nórdica, el más grande jamás construido. En Gylfaginning se relata que luego de que Baldr fuera asesinado por Höðr a través de los engaños de Loki los otros Æsir cogieron su cuerpo, lo llevaron hasta el mar y lo depositaron en su barco. Querían que Hringhorni se convirtiera en su barco funerario prendiéndole fuego y alejándolo de la costa. Pero el barco era demasiado grande, y no lo podían mover, hasta que recibieron la ayuda de Hyrrokkin. Posteriormente su esposa Nanna se arrojó al fuego, y un enano llamado Litr también cayó en el fuego. Entre otros artefactos y criaturas sacrificadas en la pira de Hringhorni se encuentran Draupnir, el anillo de oro de Odín, y el caballo personal de Baldr con todos sus arreos.

Los Æsir tomaron el cuerpo de Baldr y lo llevaron junto al mar. Hringhorni es el nombre del barco de Baldr: era el más grande de todos los barcos; los dioses lo hubieran botado al agua y hecho la pira de Baldr allí, pero el barco no se movía. Entonces las palabras llegaron a  Jötunheim hasta la giganta llamada Hyrrokkin. 
Luego Hyrrokkin fue a la proa del barco y lo empujó de un solo intento, de modo que llamas estallaron desde los rodillos y toda la tierra tembló.
Entonces el cuerpo de Baldr ardió en el barco; y cuando su esposa, Nanna la hija de Nepr, vio eso, enseguida su corazón  rompió de pena, y murió; fue llevada a la pira, y el fuego fue reavivado. Luego Thor se paró y santificó la pira con Mjolnir; y delante de sus pies corrió un enano llamado Litr; Thor lo pateó y cayó en el fuego y se quemó.
Gylfaginning, capítulo 49. Edda prosaica.